# Хей-Ривер (трасса)
Трасса Хей-Ривер, другое название - трасса Северо-Западных территорий 2, самая короткая трасса территориального значения, соединяет населенные пункты Энтерпрайз и Хей-Ривер, Северо-Западные территории, Канада. Общая протяженность трассы 48,6 км.
Трасса была частью трассы Маккензи и начинается на 102 км её северо-западной части. Населённый пункт Хей-Ривер расположен на 36,7 км трассы, далее трасса идёт до южного берега Большого Невольничьего озера. На 32 км автодороги начинается трасса на Форт-Смит.
Трасса представляет собой часть автомобильного туристического маршрута Грэйт-Слэйв-Роут. Вторую часть маршрута составляет трасса Форт-Резольюшен.